# Königlich Bayerisches 4. Chevaulegers-Regiment „König“

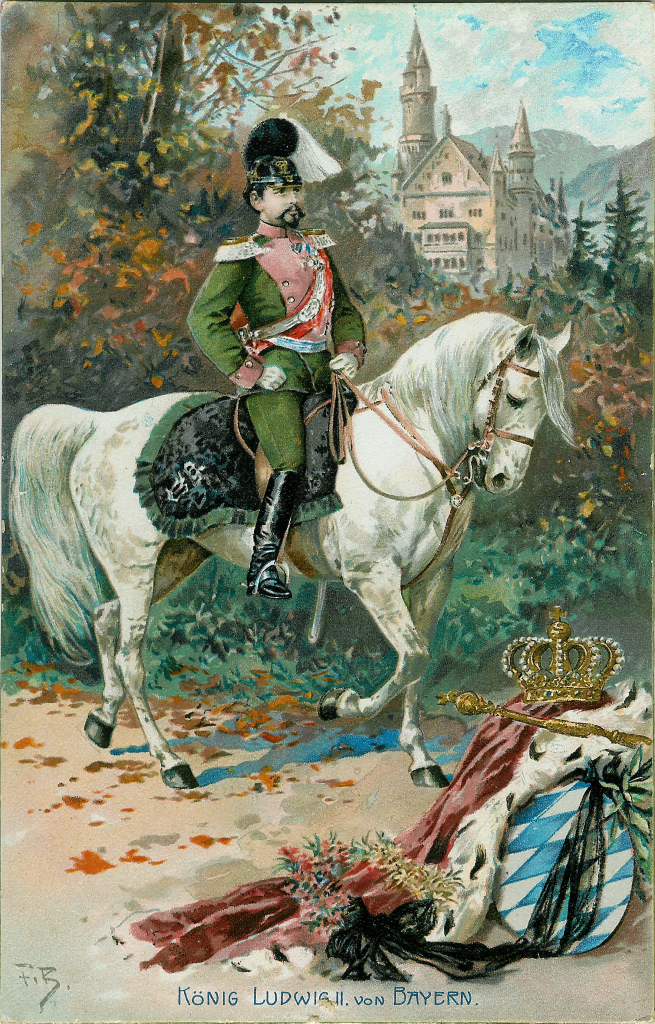
Ludwig II. in seiner Uniform als Regimentsinhaber

Das 4. Chevauxlegers-Regiment „König“ war ein Kavallerie-Verband der Bayerischen Armee. Der letzte Friedensstandort des Regiments war Augsburg.

## Geschichte
Das Regiment wurde am 1. September 1744 auf Befehl des Kurfürsten Karl Theodor aufgestellt. Das Regiment trug anfangs den Namen Graf Elliot Reiter-Regiment. 1790 erfolgte die Umwandlung in das 2. Kürassier-Regiment im Zuge der Neustrukturierung der Bayerischen und Pfälzer Armee. Als 1799 der Wittelsbacher Max Josef Kurfürst und später König von Bayern wurde, wurde das Regiment mit der Zweibrückener Chevauleger-Leibgarde zusammengelegt. Die Bezeichnung lautete anfangs 4. Chevauxlegers-Regiment „Erbprinz Lois“, nach dem Kronprinzen und späteren König Ludwig I. Bereits wenige Wochen später machte sich König Max selbst zum Inhaber des Regiments und nannte es 4. Chevauleger-Regiment „Kurfürst Maximilian IV. Josef“. Bis zur Auflösung des Regiments 1918 blieb der jeweilige König Inhaber des Regiments.

### Napoleonische Kriege
In der Niederlage in der Schlacht bei Hohenlinden am 3. Dezember 1800 erlitt das Regiment erhebliche Verluste als es auf Seiten von Österreich kämpfte. 1805 stand Bayern durch den Bogenhausener Vertrag im Bündnis mit Napoleon. Das Regiment eroberte hier die Stadt Salzburg. 
Während des Vierten Koalitionskrieges 1806/07 gegen Preußen war das Regiment unter anderem in Schlesien eingesetzt und marschierte auch in Berlin ein. 
Im Fünften Koalitionskrieg 1809 gegen Österreich waren die Bayern unter anderem an der Schlacht bei Eggmühl beteiligt. Weitere Kämpfe gab es gegen die Tiroler Freiheitskämpfer um Andreas Hofer. 
Im Feldzug gegen Russland 1812 wurde das Regiment fast völlig aufgerieben. Zu Ehren der Gefallenen und der lediglich sechzig heimgekehrten Soldaten wurde in München der Obelisk errichtet. 
Im Laufe der Befreiungskriege wechselte das Königreich Bayern durch den Vertrag von Ried erst spät von der Seite Frankreichs auf die Seite der Verbündeten. Die in Leipzig geschlagenen französische Armee wurden auf ihrem Rückzug am 28. und 29. Oktober 1813 erfolgreich von dem verbündeten Österreichisch-Bayerischen Heer bei Hanau angegriffen. Gerade die Kavallerie konnte in den ersten Tagen einige Erfolge erziehen. Die Schlacht bei Hanau am 30. und 31. Oktober 1813 endete zwar mit einem klaren Sieg von Napoleon, jedoch verhinderte in dieser Schlacht die Kavallerie eine noch schwerere Niederlage der Verbündeten. Besonderes Ereignis für das Regiment war der Einzug nach Paris am 1. April 1814.

### Deutscher Krieg
Die folgenden Jahre brachten den Bayern eine lange Zeit ohne Kämpfe. Besonderes Ereignis war 1833, als einige Soldaten des Regiments den Prinzen Otto nach Griechenland begleiteten, wo dieser die kommenden Jahre als neuer König regierte. Während der Revolutionsjahre 1848/49 waren keine Kämpfe zu verzeichnen, auch wenn es mehrfach zur Mobilmachung kam. 
1866 im Deutschen Krieg musste Bayern mit dem VII. Bundeskorps mit einer Stärke von ca. 40.000 Mann auf der Seite Österreichs in die Kämpfe eingreifen. Das Regiment war hier die Divisionskavallerie bei der 2. Infanterie-Division. Der größte Kampfeinsatz war in der Schlacht bei Kissingen am 10. Juli 1866, die mit einer deutlichen Niederlage endete.

### Deutsch-Französischer Krieg
Unmittelbar nach der französischen Kriegserklärung 1870 machte auch Bayern auf der Seite Preußens mobil. Das Regiment war als Teil der 2. Division im I. Armee-Korps unter dem Kommando von General von der Tann in der deutschen III. Armee des Kronprinzen an den Kämpfen beteiligt. 
Nach den Erfolgen bei Wörth und Sedan war die Aufgabe der Bayern, die Belagerung von Paris nach Süden gegen die Französische Loirearmee abzusichern. Die langen und sehr verlustreichen Kämpfe an der Loire blieben letztlich zwar siegreich für die Bayern, jedoch hatten gerade diese erhebliche Verluste und waren im Dezember 1870 völlig erschöpft und nicht mehr einsatzfähig. Dementsprechend erfolgte die Verlegung als Reserve zur Belagerungsarmee von Paris. 
Das Regiment blieb nach dem Krieg noch als Teil der Besatzungstruppe in Frankreich und kehrte erst am 4. August 1873 nach Augsburg zurück.

### Erster Weltkrieg

#### Westfront 1914
Am Abend des 2. August 1914 (Mobilmachungstag) wurde die 3. Eskadron nach Saarburg in Lothringen verlegt. Aufgabe in den ersten Tagen war die Aufklärung entlang der Grenze, bei der Grenzverletzungen ausdrücklich vermieden werden sollten. Der Rest vom Regiment folgte am 7. August 1914. 
Im Verband der 6. Armee unter dem Befehl des Kronprinzen Rupprecht wurde die Schlacht in Lothringen als Defensivschlacht geführt. Bereits im September wurde das Regiment nach Norden an den rechten Flügel verlegt. Im Zuge der Umstrukturierungen der Armeen im Spätherbst 1914 wurden Teile der bayerischen Truppen aus der 6. Armee herausgelöst und das Regiment übernahm hinter der Front Wach- und Polizeiaufgaben. Im Frühjahr 1915 trat die 3. Eskadron zum Alpenkorps.

#### Kriegsschauplatz Rumänien

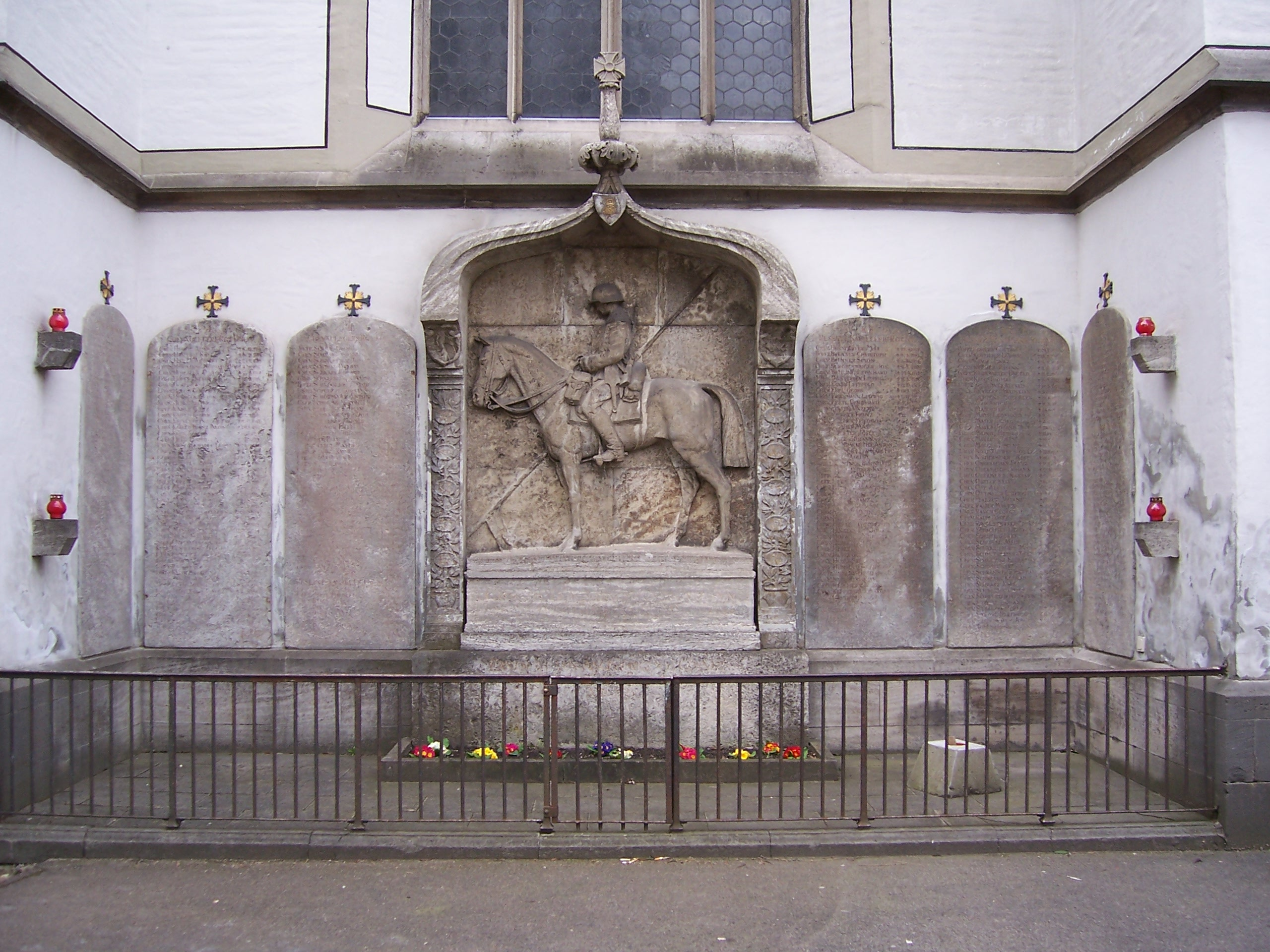
Chevaulegerdenkmal in Augsburg

Bis Mitte 1916 war das Regiment mit der 2. Infanterie-Division im Einsatz. Nachdem Rumänien in Siebenbürgen eingefallen war, wurde das 4. und 5. Chevaulegers-Regiment mit Teilen preußischer Truppen zur 3. Kavallerie-Division zusammengefasst. Während der Schlacht bei Hermannstadt hielt das Regiment durch ständige Kurzattacken den Feind lange auf. Durch entlastende Angriffe unterstützte das Regiment während der Gefechte von 26. bis 29. September 1916 das herangeführte Alpenkorps wesentlich in seinem Vormarsch in Richtung des Roten Turm-Passes. Dabei täuschte es den Feind (Teile 2. rumänische Armee) durch geschickte Manöver über seine wahre Stärke und zersprengte bei der Verfolgung Teile eines rumänischen Reiter-Regimentes. Anschließend trieb es an der Nordflanke der 9. Armee die feindlichen Kräfte über die Grenzpässe zurück. Die aus dem 4. und 5. Chevaulegers-Regiment gebildete bayerische Brigade erhielt ab 2. November 1916 die Bezeichnung „Deutsch-Siebenbürgische Kavallerie-Brigade“. Bei der Verfolgung durch die Walachei drängte das Regiment Rumänen und Russen bis zum 7. Januar 1917 über den Fluss Buzaul zurück.

#### Kriegsschauplatz Italien
Während der Kämpfe am Isonzo von 15. September bis 31. Dezember 1917 gelang es der 3. Eskadron des Regiments die Brücke bei Salt im Handstreich genommen, wodurch das Alpenkorps rasch weiter zur Tagliamento-Brücke bei Bonzicco vorstoßen konnte, die aber die Italiener schon zerstört hatten.

#### Kriegsschauplatz Ostfront
Nach dem Kriegsaustritt Russlands wurde das Regiment nunmehr als Besatzungstruppe in die Ukraine verlegt, wo es am 11. März 1918 Kiew erreichte, dann über Poltawa nach Charkow (8. April 1918) und weiter nach Konstantinowka, das am 9. Mai 1918 erreicht wurde. Ende August 1918 wurde das Regiment nach dem Zusammenbruch Bulgariens zum Grenzschutz an die Donau südlich Bukarest beordert, wo es bis Kriegsende verblieb.

### Verbleib
Nach dem Waffenstillstand von Compiègne kehrte das Regiment in die Heimat zurück, wurde demobilisiert und schließlich 1919 aufgelöst. Die Tradition übernahm in der Reichswehr die 1. Eskadron des 17. (Bayerisches) Reiter-Regiments in Bamberg.

## Kommandeure
| Dienstgrad           | Name                                           | Datum                                  |
| -------------------- | ---------------------------------------------- | -------------------------------------- |
| Major/Oberstleutnant | Eduard von Crailsheim                          | 04. Dezember 1909 bis 14. Oktober 1911 |
| Major/Oberstleutnant | August von Freyen-Seyboltstorff                | 1913 bis 24. September 1918            |
| Oberstleutnant       | Karl von Grundherr zu Altenthan und Weyherhaus | 25. September 1918 bis Kriegsende      |